# IC 4628
IC 4628, auch Garnelennebel oder Gum 56 genannt, ist ein Emissionsnebel im Sternbild Skorpion. Er ist rund 5.500 Lichtjahre von der Sonne entfernt und hat einen Durchmesser von ungefähr 50 Lichtjahren.
Das Objekt wurde von Edward Barnard entdeckt.